# Unia Afrykańskich Stanów
Unia Afrykańskich Stanów – krótkotrwały związek 3 państw afrykańskich w Afryce Zachodniej, istniejący w latach 1958–1962. Związek ten tworzyły państwa Mali, Ghana i Gwinea.
Unia ta opierała się na socjalistyczno-panafrykańskiej wizji politycznej, a na jej czele stali politycy, tacy jak Kwame Nkrumah z Ghany i Ahmed Sekou Touré, prezydent Gwinei.
23 listopada 1958 uformowała się Unia Ghany i Gwinei i przyjęła flagę identyczną z flagą Ghany, tylko z dwiema czarnymi gwiazdami zamiast jednej. W maju 1959 Unia zmieniła nazwę na Unię Afrykańskich Stanów. Państwa w ramach Unii koordynowały politykę zagraniczną, ekonomiczną, kulturową i militarną.  W kwietniu 1961 do Unii dołączyło Mali i flaga otrzymała trzecią gwiazdkę. Związek ten upadł w 1962 roku, gdy Gwinea rozpoczęła dążenia do zbliżenia z USA.